# Capsaloides tetrapteri
Capsaloides tetrapteri är en plattmaskart. Capsaloides tetrapteri ingår i släktet Capsaloides och familjen Capsalidae. Inga underarter finns listade i Catalogue of Life.